# Daniel Groves (Turner)
Daniel Groves (* 13. Oktober 1984) ist ein Schweizer Kunstturner. Er lebt in Grosswangen.
Er belegte mehrere Top-10-Ränge im Einzel-Mehrkampf und Mannschaft-Wettkampf in Schweizer Meisterschaften. Bei den Turn-Weltmeisterschaften 2006 in Aarhus erreichte Daniel Groves den 8. Platz im Mannschaft-Wettkampf. Bei den Turn-Weltmeisterschaften 2007 sicherte er sich den 39. Platz im Einzel-Mehrkampf und im Mannschaft-Wettkampf den 14. Platz.